# Stephan Haase (Politiker)

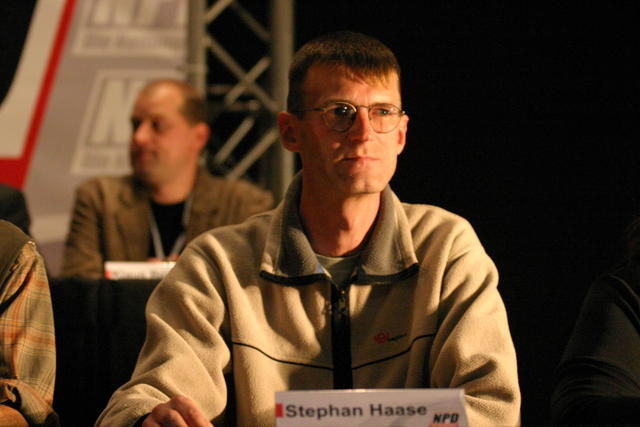
Stephan Haase beim NPD-Bundesparteitag 2006

Stephan Haase (* 1968 in Hellersen) aus Lüdenscheid ist ein deutscher rechtsextremer Politiker der NPD. Er ist seit November 2002 Landesvorsitzender der Partei in Nordrhein-Westfalen und seit Oktober 2004 auch Bundesvorstandsmitglied, wo er das Referat „Besondere Aufgaben“ leitet.

## NPD-Funktionär

Stephan Haase auf einer Neonazi-Kundgebung am 26. Juni 2004 in Bochum

Der als Offset-Drucker und Galvaniseur tätige Haase war zunächst in der Neonaziorganisation „Nationalistische Front“ (NF) aktiv, bis diese am 16. November 1992 wegen ihrer „Wesensverwandtschaft mit dem Nationalsozialismus“ und ihrer „aggressiv-kämpferischen“ Agitation verboten wurde. Daraufhin wurde er in der „Freien Kameradschaftsszene“, insbesondere der „Sauerländer Aktionsfront“ (SAF), und in der NPD aktiv und fungierte unter anderem als „Stützpunktleiter Lüdenscheid“.
Nachdem Udo Holtmann als Landesvorsitzender der NPD in Nordrhein-Westfalen als Informant des Verfassungsschutzes enttarnt und zurückgetreten war, kam es am 10. November 2002 zu einem außerordentlichen Landesparteitag. Bei diesem Parteitag wurde Haase zum Landesvorsitzenden gewählt. Von November 2002 bis Juni 2008 war er NPD-Landesvorsitzender in Nordrhein-Westfalen. Beim Landesparteitag der NPD am 15. Juni 2008 in Bochum trat Stephan Haase nach internet Streitigkeiten nicht erneut als Landesvorsitzender an, sondern nur noch ALs Stellvertreter. Sein bisheriger Stellvertreter Clsus Cremer löste ihn als Vorsitzenden der Landes-NPD ab.
Beim Bundesparteitag 2003 in Saarbrücken wurde Haase auf Platz 15 der Kandidatenliste der NPD für die Europawahl 2004 gewählt.
Zur Kommunalwahl im September 2004 kandidierte Haase auf Platz 2 der REP-Wahlliste in der Stadt Lüdenscheid und verfehlte den Einzug ins Stadtparlament nur knapp. Von den sechs Kandidaten waren vier teils hochrangige NPD-Funktionäre und mit dem Lüdenscheider Stadtrat Jürgen Thiel nur einer Mitglied der Republikaner, weshalb es zu starken Differenzen mit der REP-Landes- und Bundesspitze kam und gegen Thiel ein Parteiausschlussverfahren eröffnet wurde.
Bei der Landtagswahl 2005 in Nordrhein-Westfalen kandidierte Stephan Haase auf Platz 2 der NPD-Landesliste hinter dem Bundesvorsitzenden der NPD Udo Voigt. Zur Bundestagswahl 2005 trat er als Direktkandidat der NPD im Bundestagswahlkreis Olpe – Märkischer Kreis I an. Am 12. Februar 2006 kandidierte er bei der Bürgermeisterwahl in Schalksmühle (Märkischer Kreis).
Bei der Kommunalwahl 2009 konnte Stephan Haase als einziger NPD-Kandidat über die Reserveliste in den Rat der Stadt Lüdenscheid einziehen. Gegen diesen Einzug fand am 30. Oktober eine Demonstration statt. Aufgerufen wurde dazu von einem Bündnis verschiedener Parteien, Gewerkschaften und aller Lüdenscheider Gymnasien. 2014 kandidierte er erwartbar erfolglos für das Amt des Bürgermeisters der Stadt.

## Betreiber des rechtsextremen „Donner Versandes“
Neben seiner Tätigkeit für die NF und die NPD betrieb Haase seit 1991 gemeinsam mit dem Neonazi und ehemaligen NF-Mitglied Harald Theodor Mehr den Neonazi-„Donner Versand“ in Lüdenscheid, zu der Zeit einer der bundesweit größten Versandunternehmen für Rechtsrock- und Neonazi-Devotionalien. Bei einer polizeilichen Durchsuchung der Räume des Versandes wurden 1995 ein Video des Holocaustleugners Thies Christophersen und T-Shirts mit dem Emblem der verbotenen Wehrsportgruppe Hoffmann beschlagnahmt.
Haase wurde Ende 1996 wegen Volksverhetzung und Verbreitung von Kennzeichen einer verfassungsfeindlichen Organisation zu sieben Monaten Freiheitsstrafe auf Bewährung und einer Geldstrafe von 2.000 DM verurteilt. Die Freiheitsstrafe wurde jedoch in der Berufungsverhandlung 1997 vor dem Landgericht Hagen auf sechs Monate reduziert. Als Verteidiger traten die in der rechtsextremen Szene beliebten Anwälte Günther Herzogenrath-Amelung und Hans Günter Eisenecker auf. 1998 wurde Haase im Zusammenhang mit einer Bewährungsstrafe verboten, ein Gewerbe im Groß- und Einzelhandel, einen drucktechnischen Betrieb oder einen Versand zu betreiben.

## NPD-Funktionär und DFB-Schiedsrichter des Rot-Weiss Lüdenscheid
Stephan Haase ist seit 2007 aktiver Schiedsrichter beim RWL, er pfeift bei Jugendspielen.
Hier einige Ansichten des Schiedsrichters des DFB:
„An erster Stelle steht für mich der Erhalt des deutschen Volkes, wie es geschichtlich gewachsen ist, diesem Ziel würde ich alles unterordnen.“
„Je mehr Fremde dazukommen, desto unwohler fühle ich mich. Wir wollen Deutsche in Deutschland bleiben.“
„Ausländeranteil so weit wie möglich Richtung null fahren. Danach würden Deutsche einen Vorzug auf der Suche nach Arbeitsplätzen erhalten.“